# 韓國情報通信大學
韓國情報通信大學（한국정보통신대학교），位於韓國大田广域市，成立於1997年。該大學得到大韓民國科學技術資訊通信部及韓國國內業界的支持而得以成立。他們的“網格中间件軟件研究中心”和“RFID研究中心”具世界知名度。System Integration Technology Institute,（SITI）系统集成技术中心世界闻名。
2009年，合併入KAIST，成為KAIST的文旨校區.